# Форт-Шафтер
Форт-Шафтер — американская военная база на Гавайских островах, построенная в июне 1907 года. Здесь расположен штаб Тихоокеанского командования Армии США.

## Аэродром
Аэродром военной базы находится в руках Национальной Гвардии США. Он был назван в честь генерал-майора времён испано-американской войны Уильяма Шафтера (1835—1906).

## Казармы
Военный городок населяет примерно 5 тысяч человек.